# Veikko Kankkonen
Esa Veikko Antero Kankkonen (Sotkamo, 5 gennaio 1940) è un ex saltatore con gli sci finlandese.
Ha vinto due medaglie olimpiche nel salto con gli sci, entrambe alle Olimpiadi invernali 1964 svoltesi ad Innsbruck; in particolare ha conquistato la medaglia d'oro nel trampolino normale e una medaglia d'argento nel trampolino lungo.
Ha partecipato anche alle Olimpiadi invernali 1960 e alle Olimpiadi invernali 1968.